# Vestre temető

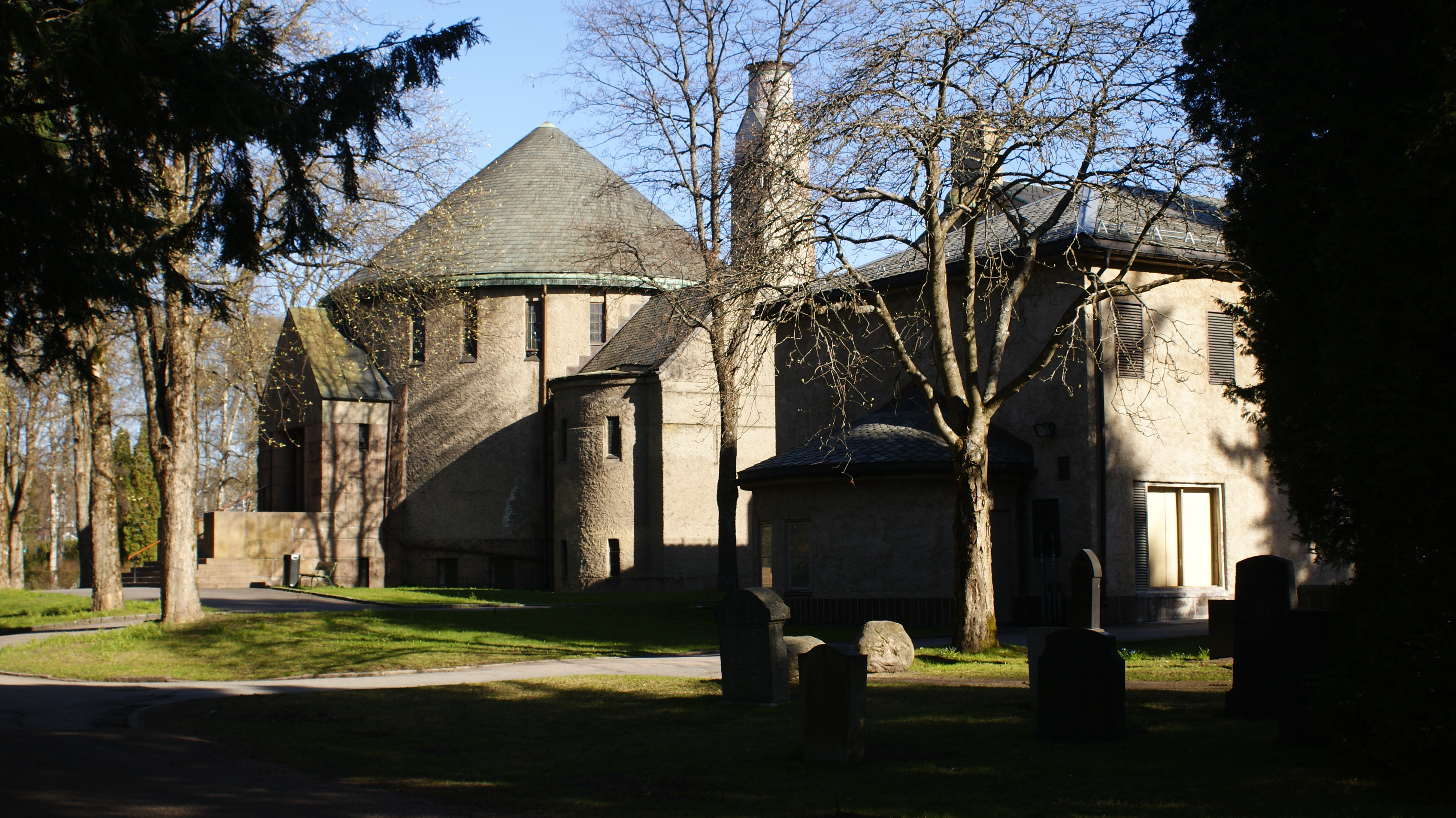
A Vestre gravlund temetőben lévő krematórium

A Vestre gravlund (jelentése ’nyugati temető’) a norvég főváros, Oslo Frogner kerületében, a Borgen metróállomás közvetlen közelében található temető. Területe 0,98 négyzetkilométer, amely alapján a legnagyobb területű temető Norvégiában. 1902 szeptemberében avatták fel.

## A temető nevezetes halottai
- Per Aabel (1902–1999) színész
- Eyvind Alnæs (1872–1932) zeneszerző
- Johan Anker (1871–1940) vitorláshajós
- Trygve Bratteli (1910–1984) miniszterelnök
- Einar Gerhardsen (1897–1987) miniszterelnök
- Kjell Hallbing (1934–2004) író
- Jens Christian Hauge (1915–2006) politikus
- Leif Juster (1910–1995) komikus
- Ada Kramm (1899–1981) színésznő
- Martin Linge (1894–1941) színész, katona, százados
- Arne Næss (1912–2009) filozófus
- Kirsten Flagstad (1895–1962) operaénekes

## Fordítás
- Ez a szócikk részben vagy egészben  a   Vestre gravlund című angol Wikipédia-szócikk ezen változatának fordításán alapul.  Az eredeti cikk szerkesztőit annak laptörténete sorolja fel. Ez a jelzés csupán a megfogalmazás eredetét és a szerzői jogokat jelzi, nem szolgál a cikkben szereplő információk forrásmegjelöléseként.